# 미림여자고등학교
미림여자고등학교(美林女子高等學校)는 대한민국 서울특별시 관악구 신림동에 위치한 사립 고등학교이다.

## 학교 연혁
- 1967년 12월 30일 : 재단법인 삼문재단 설립(설립자 김기병 선생)
- 1978년 12월 29일 : 미림여자고등학교 설립 인가(24학급)
- 1979년 3월 3일 : 미림여자고등학교 개교 및 입학식 거행(8학급 490명)
- 1979년 3월 3일 : 초대 교장 곽수경 선생 취임
- 1984년 5월 31일 : 강당 및 특별 교실 준공
- 1985년 5월 11일 : 본관(관리동) 준공
- 1986년 11월 15일 : 체육관, 정원 및 연못 준공
- 2003년 4월 12일 : 학교법인 미림학원으로 법인명칭 변경
- 2016년 3월 1일 : 제9대 교장 주석훈 선생 취임
- 2018년 2월 7일 : 제37회 졸업식 152명(총 졸업생 19,617명 배출)
- 2018년 3월 2일 : 제40회 신입생 171명 입학

## 같이 보기
- 미림여자정보과학고등학교

## 참고 자료
- 미림여자고등학교 - 한국교육학술정보원 학교알리미